# Étienne de Vignolles

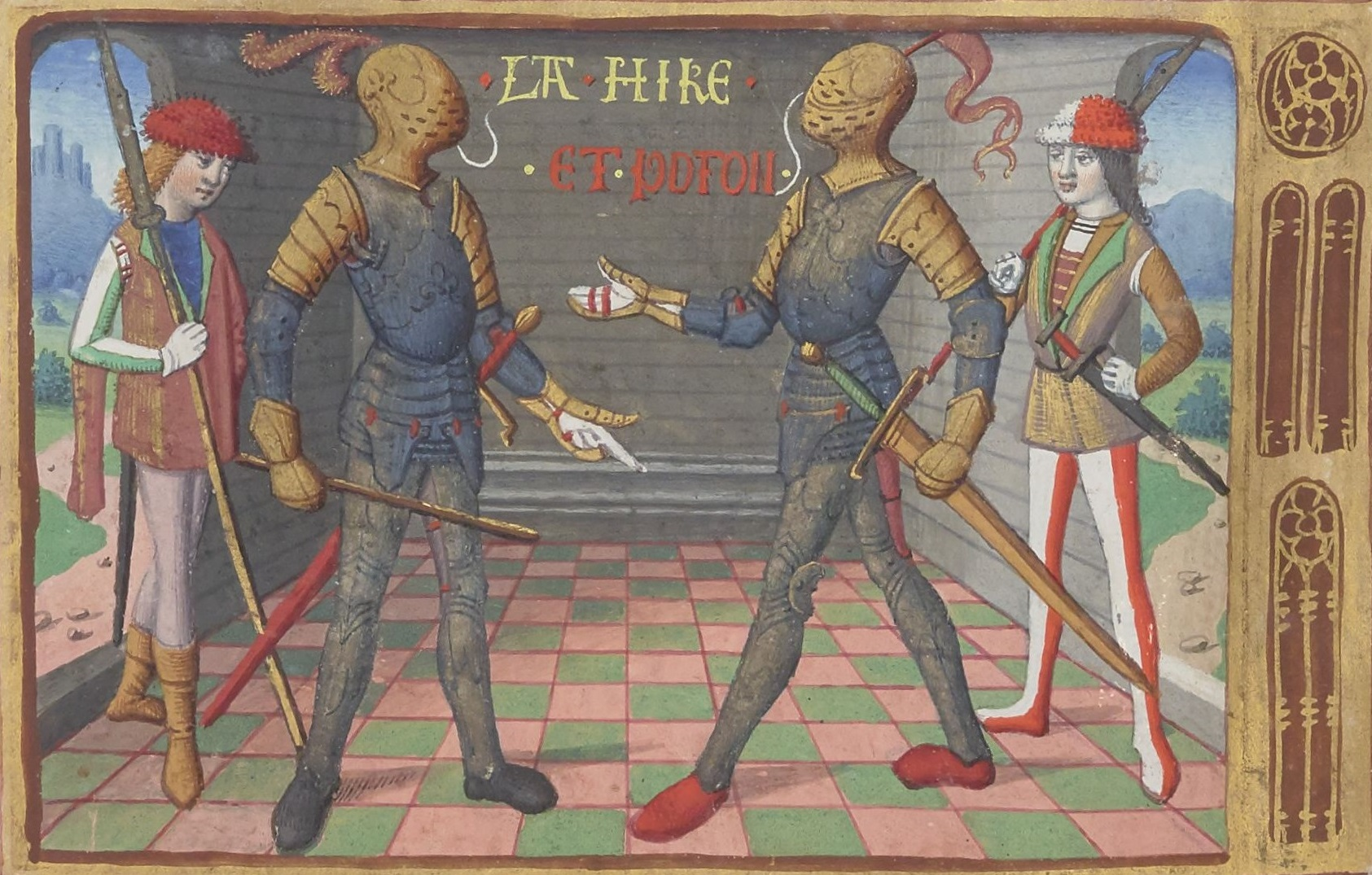
La Hire und Jean Poton de Xaintrailles in einer Darstellung aus den Vigiles du roi Charles VII., 15. Jahrhundert

Wappen von Étienne de Vignolles

Étienne de Vignolles, genannt La Hire (* um 1390 in Vignolles; † 11. Januar 1443 in Montauban) war ein französischer Ritter und Feldherr.
Étienne de Vignolles kämpfte 1429 bei der Belagerung von Orléans an der Seite Jeanne d’Arcs, zeichnete sich später im Jahr bei Jargeau und Patay aus. 1431 versuchte er, Jeanne d’Arc aus Rouen zu befreien, scheiterte aber und geriet in englische Gefangenschaft. Im folgenden Jahr gelang ihm die Flucht. Er nahm den Kampf gegen die Engländer wieder auf, focht siegreich im Artois, in der Île-de-France und der Picardie, vervielfachte dabei aber auch die Zahl der Plünderungen und der Grausamkeiten. Anfang 1443 begleitete er König Karl VII. nach Montauban, wo er am 11. Januar an den erlittenen Verwundungen starb.
Sein Beiname La Hire (ire, französisch für Wut) ist auf seine Emotionalität und seine Gewalttätigkeit zurückzuführen.
Der Herzbube der französischen Spielkarten wird (bezugnehmend auf Étienne de Vignolles) La Hire genannt und oft Lahire geschrieben.